# Алфредо Мастарда Фільйо
Алфредо Мастарда Фільйо (порт. Alfredo Mostarda Filho; 18 жовтня 1946, Сан-Паулу — 28 березня 2025) — бразильський футболіст, що грав на позиції захисника.
Виступав, зокрема, за «Палмейрас», а також національну збірну Бразилії.

## Клубна кар'єра
Народився 18 жовтня 1946 року в місті Сан-Паулу. Вихованець футбольної школи клубу «Палмейрас», по завершенні якої для отримання ігрової практики виступав на правах оренди за команди «Крузейру», «Марсіліо Діас», «Насьонал» (Манаус) та «Америка» (Сан-Паулу).
1971 року Алфредо повернувся до «Палмейраса» і відіграв за команду із Сан-Паулу наступні чотири сезони своєї ігрової кар'єри. Більшість часу, проведеного у складі «Палмейраса», був основним гравцем захисту команди. За цей час двічі виборював титул чемпіона Бразилії та штату Сан-Паулу.
Протягом 1976—1978 років захищав кольори клубів «Корітіба» та «Сантус», після чого повернувся в «Палмейрас», де провів ще три роки. Загалом за усю кар'єру провів у «Палмейрасі» 303 матчі та забив 6 голів.
Потім у 1980—1983 роках Алфредо виступав за «Таубате», а завершив ігрову кар'єру у болівійській команді «Хорхе Вільстерман», за яку виступав протягом 1984 року.

## Виступи за збірну
31 березня 1974 року дебютував в офіційних іграх у складі національної збірної Бразилії в товариському матчі проти  збірної Мексики, що завершився з рахунком 1:1.
У складі збірної був учасником чемпіонату світу 1974 року у ФРН, на якому провів свій другий і останній матч за збірну, вийшовши на поле у грі за третє місце проти збірної Польщі 6 липня 1974 року, той матч завершився поразкою бразильців з рахунком 0:1.
Також Алфредо Мостарда зіграв за збірну 2 неофіційних матчі.

## Титули і досягнення

### Командні
- Чемпіон Бразилії (2):

«Палмейрас»: 1972, 1973
- Переможець Ліги Пауліста (2):

«Палмейрас»: 1972, 1974

### Особисті
- Володар бразильського Срібного м'яча: 1973